# 파키플루로사우루스
파키플루로사우루스(학명:Pachypleurosaurus Nopcsa)는 기룡상목 노토사우루스과에 속하는 기룡이다. 지금은 멸종된 종으로 몸길이가 7~9m인 거대한 공룡에 속한다.

## 특징
파키플루로사우루스는 수생 도마뱀과 어렴풋이 닮은 원시 용각류 파충류로 트라이아스기에 한정되어 있었다. 그들은 길이가 20cm에서 1m 정도 되는 길이에 이르는 길쭉한 동물로 작은 머리, 긴 목, 노들 같은 팔다리와 긴 꼬리가 있었다. 사지 거들이 많이 줄어들어서 이 동물들이 육지에서 돌아다닐 가능성은 거의 없다. 턱의 앞쪽에 넓게 간격을 두고 있는 페그처럼 생긴 치아는 이 동물들이 먹이로 물고기를 먹고 산다는 것을 나타낸다. 파키플루로사우루스는 원래부터 그랬으며 지금도 종종 노토사우로이데아(Carroll 1988, Benton 2004)에 포함된다. 그러나 일부 클래디스트 분류(Rieppel 2000)에서는 익룡과 플레시오사우르스를 포함하는 쇄골인 Eusaupropterygia의 자매 집단으로 간주된다. 

## 생존시기와 서식지와 화석의 발견
파키플루로사우루스가 생존하던 시기는 중생대의 트라이아스기로 지금으로부터 2억 4500만년전~1억 8천만년전에 생존했던 공룡이다. 생존했던 시기에는 아시아와 유럽을 중심으로 하는 서부 태평양, 인도양, 대서양에 주로 살았던 공룡이다. 화석의 발견은 1928년에 유럽의 트라이아스기에 형성된 지층에서 최초로 발견되어 새로이 명명된 종이며 이후에는 아시아의 국가에서도 파키플루로사우루스의 화석이 발견되었다.

## 같이 보기
- 기룡
- 공룡
- 파충류
- 화석